# Niphotragulus tessmanni
Niphotragulus tessmanni là một loài bọ cánh cứng trong họ Cerambycidae.